# 木香花
木香花（学名：Rosa banksiae），为蔷薇科下的一个植物物种。

## 外部連結
- 木香花 （页面存档备份，存于） 藥用植物圖像數據庫 (香港浸會大學中醫藥學院) （中文）（英文）

## 延伸阅读
[在维基数据编辑]
 《欽定古今圖書集成·博物彙編·草木典·木香部》，出自陈梦雷《古今圖書集成》